# 347 a.C.
Il 347 a.C. (CCCXLVII a.C. in numeri romani) è un anno  del IV secolo a.C.

## Eventi
- Roma
  - Consoli Tito Manlio Imperioso Torquato e Gaio Plauzio Venoce Ipseo
- A Siracusa, rovesciando il governo di Niseo, Dionisio II riassume il potere. Precedentemente aveva retto la tirannide di Locri Epizefiri.
- Ad Atene muore Platone, all'età di ottant'anni

## Nati
- Rossane († 310 a.C.)